# Nati nel 1910/Dicembre
| Questa pagina contiene informazioni ricavate automaticamente dalle voci biografiche con l'ausilio del template Bio e di un bot. L'aggiornamento è periodico e automatico e ricostruisce completamente la pagina. Se manca una persona in questa lista, sei pregato di non aggiungerla, ma accertati piuttosto che la sua voce biografica contenga il template Bio e che i dati anagrafici siano correttamente compilati. Se il template Bio manca, inseriscilo tu stesso o, in alternativa, metti l'avviso {{tmp\|Bio}} che ne segnala la mancanza. Se i dati riportati sono sbagliati, correggi direttamente la voce biografica; le modifiche saranno visibili in questa lista entro pochi giorni. Per chiarimenti vedi il progetto biografie. La lista contiene solo le 148 persone che sono citate nell'enciclopedia e per le quali è stato implementato correttamente il template Bio. Pagina aggiornata al 26 lug 2025. |

- 1º dicembre - Ada Bruhn Hoffmeyer, archeologa danese († 1991)
- 1º dicembre - Tino Carraro, attore italiano († 1995)
- 1º dicembre - Gennadij Sergeevič Kazanskij, regista cinematografico sovietico († 1983)
- 1º dicembre - Alicia Markova, ballerina, coreografa e direttrice artistica britannica († 2004)
- 1º dicembre - Džems Raudziņš, cestista lettone († 1979)
- 1º dicembre - Louis Slotin, fisico canadese († 1946)
- 1º dicembre - Karl Ullrich, generale tedesco († 1996)
- 2 dicembre - Charles Edward Bennett, politico e militare statunitense († 2003)
- 2 dicembre - Carlo Ciocala, hockeista su pista e allenatore di hockey su pista italiano († 1979)
- 2 dicembre - Carlo Galante Garrone, politico, magistrato e partigiano italiano († 1997)
- 2 dicembre - Taisto Mäki, mezzofondista finlandese († 1979)
- 3 dicembre - Oreste Benet, calciatore italiano
- 3 dicembre - Aldo Franchini, medico italiano († 1987)
- 3 dicembre - Marion Shilling, attrice statunitense († 2004)
- 3 dicembre - Christian Tychsen, militare tedesco († 1944)
- 3 dicembre - Hakkı Yeten, calciatore e allenatore di calcio turco († 1989)
- 4 dicembre - Bruno Bianchi, calciatore italiano († 1979)
- 4 dicembre - Giovanni di Castri, militare italiano († 1940)
- 4 dicembre - Settimo Gastaldi, calciatore italiano († 1972)
- 4 dicembre - Ján Kostra, poeta, saggista e traduttore slovacco († 1975)
- 4 dicembre - Motilal, attore indiano († 1965)
- 4 dicembre - Alex North, compositore statunitense († 1991)
- 4 dicembre - Ramaswamy Venkataraman, politico indiano († 2009)
- 5 dicembre - Luis Arcaraz, pianista, compositore e direttore d'orchestra messicano († 1963)
- 5 dicembre - Virginia Lee Corbin, attrice statunitense († 1942)
- 5 dicembre - Julio Antonio Elícegui, calciatore spagnolo († 2001)
- 5 dicembre - Abraham Polonsky, regista, sceneggiatore e scrittore statunitense († 1999)
- 5 dicembre - Elio Ragni, velocista italiano († 1998)
- 5 dicembre - Guido Sellan, calciatore italiano
- 5 dicembre - Michail Semičastnyj, calciatore e allenatore di calcio sovietico († 1978)
- 5 dicembre - Dino Tasselli, calciatore italiano († 1985)
- 6 dicembre - Tullio Crali, pittore italiano († 2000)
- 6 dicembre - Giuseppe Franchino, politico italiano († 1991)
- 6 dicembre - Alessandro Frugoni, militare italiano († 1943)
- 6 dicembre - Saul Greco, architetto italiano († 1971)
- 6 dicembre - David Morris Potter, storico statunitense († 1971)
- 7 dicembre - Rod Cameron, attore e stuntman canadese († 1983)
- 7 dicembre - Ekaterina Alekseevna Furceva, politica sovietica († 1974)
- 7 dicembre - Eleanor J. Gibson, psicologa statunitense († 2002)
- 7 dicembre - Duncan McNaughton, altista canadese († 1998)
- 7 dicembre - Raffaello Niccolai, calciatore italiano
- 7 dicembre - Ambrosio Padilla, cestista, dirigente sportivo e politico filippino († 1996)
- 7 dicembre - Louis Prima, musicista e cantante statunitense († 1978)
- 7 dicembre - Aleksandrs Rehtšprehers, calciatore lettone († 1994)
- 7 dicembre - Richard Brooke Roberts, biologo statunitense († 1980)
- 7 dicembre - Edmundo Ros, cantante, arrangiatore e direttore d'orchestra trinidadiano († 2011)
- 8 dicembre - Mario Amendola, commediografo, sceneggiatore e regista italiano († 1993)
- 8 dicembre - Barthélemy Boganda, politico e presbitero centrafricano († 1959)
- 8 dicembre - Katalin Karády, attrice e cantante ungherese († 1990)
- 9 dicembre - Billy Burnikell, allenatore di calcio e calciatore inglese († 1980)
- 9 dicembre - Henry Lee Giclas, astronomo statunitense († 2007)
- 9 dicembre - Jole Silvani, attrice italiana († 1994)
- 10 dicembre - Achille Barbaro, scultore italiano († 1959)
- 10 dicembre - Luigi Demarchi, calciatore italiano († 1971)
- 10 dicembre - Volprecht Freiherr Riedesel von Eisenbach, militare tedesco († 1945)
- 10 dicembre - Augustin Jordan, militare e ambasciatore francese († 2004)
- 10 dicembre - Costantino Cristiano Luna Pianegonda, vescovo cattolico italiano († 1997)
- 10 dicembre - Colette Rosambert, tennista francese († 1987)
- 10 dicembre - Izabella Zielińska, pianista e pedagogista polacca († 2017)
- 11 dicembre - Paľo Bielik, attore, regista e sceneggiatore slovacco († 1983)
- 11 dicembre - Ettore Brossi, allenatore di calcio e calciatore italiano
- 11 dicembre - Albino Milani, pilota motociclistico italiano († 2001)
- 11 dicembre - Noel Rosa, cantautore, chitarrista e compositore brasiliano († 1937)
- 13 dicembre - Luciano Albertini, pittore italiano († 1985)
- 13 dicembre - Giovanni Kasebacher, fondista italiano († 1987)
- 13 dicembre - Lillian Roth, cantante e attrice statunitense († 1980)
- 14 dicembre - Antoine Gimenez, anarchico e rivoluzionario italiano († 1982)
- 14 dicembre - Budd Johnson, sassofonista, clarinettista e arrangiatore statunitense († 1984)
- 14 dicembre - Óscar Osorio, militare e politico salvadoregno († 1969)
- 14 dicembre - Luigi Patri, calciatore italiano († 1993)
- 15 dicembre - Elinor Goldschmied, educatrice e pedagogista britannica († 2009)
- 15 dicembre - John Hammond, produttore discografico, musicista e critico musicale statunitense († 1987)
- 15 dicembre - Louis Hardiquest, ciclista su strada e ciclocrossista belga († 1991)
- 15 dicembre - Arcadio López, calciatore argentino († 1972)
- 15 dicembre - Oskars Peilis, calciatore lettone († 1991)
- 16 dicembre - Angelo Giannelli, militare italiano († 1936)
- 16 dicembre - Zdzisław Kasprzak, cestista polacco († 1971)
- 16 dicembre - Átila de Carvalho, calciatore brasiliano
- 17 dicembre - Gino Ansaloni, calciatore italiano († 1977)
- 17 dicembre - Umberto Bernasconi, cestista uruguaiano
- 17 dicembre - Jean Gysel, pallanuotista svizzero
- 18 dicembre - Paolo Brezzi, politico e storico italiano († 1998)
- 18 dicembre - Abe Burrows, librettista, commediografo e produttore televisivo statunitense († 1985)
- 18 dicembre - John H. Reese, scrittore statunitense († 1981)
- 18 dicembre - Alfred Robens, sindacalista, politico e dirigente d'azienda britannico († 1999)
- 19 dicembre - Bertil Berg, pallanuotista svedese († 1989)
- 19 dicembre - Hermann Betschart, canottiere svizzero († 1950)
- 19 dicembre - Jane Fauntz, tuffatrice e nuotatrice statunitense († 1989)
- 19 dicembre - Jean Genet, scrittore, drammaturgo e poeta francese († 1986)
- 19 dicembre - José Lezama Lima, poeta, scrittore e saggista cubano († 1976)
- 19 dicembre - Marceau Lherminé, calciatore francese († 1979)
- 19 dicembre - Helmut Wielandt, matematico tedesco († 2001)
- 19 dicembre - Billie Yorke, tennista britannica († 2000)
- 20 dicembre - Giuseppe Bucchia, calciatore italiano († 2002)
- 20 dicembre - Henry Coston, giornalista, editore e saggista francese († 2001)
- 20 dicembre - Helene Mayer, schermitrice tedesca († 1953)
- 20 dicembre - Cary Odell, scenografo statunitense († 1988)
- 20 dicembre - Pietro Porcinai, architetto del paesaggio italiano († 1986)
- 20 dicembre - Guglielmo Sgardi, calciatore italiano
- 20 dicembre - Fritz Stolze, pallanuotista tedesco († 1972)
- 20 dicembre - Carl Urbano, regista, animatore e produttore televisivo statunitense († 2003)
- 21 dicembre - Rodolfo Puttar, calciatore italiano († 1964)
- 21 dicembre - Tullio Rotatori, pallonista italiano († 1943)
- 22 dicembre - Silvio Accame, storico italiano († 1997)
- 22 dicembre - Pál Ruzicska, filologo, traduttore e storico della letteratura ungherese († 1994)
- 22 dicembre - Ferrer Visentini, politico italiano († 2001)
- 23 dicembre - Giacomo Giuseppe Beltritti, patriarca cattolico italiano († 1992)
- 23 dicembre - Tobias Dohrn, archeologo e etruscologo tedesco († 1990)
- 23 dicembre - Alexander Lowen, psicoterapeuta e psichiatra statunitense († 2008)
- 23 dicembre - Kurt Meyer, generale tedesco († 1961)
- 23 dicembre - Johnny Pawk, cestista statunitense († 2004)
- 23 dicembre - Amerigo Penzo, cestista e allenatore di pallacanestro italiano († 1995)
- 23 dicembre - Maria Mercedes di Borbone-Due Sicilie, principessa spagnola († 2000)
- 24 dicembre - John Bagni, attore e scrittore statunitense († 1954)
- 24 dicembre - Ellen Braumüller, giavellottista, discobola e altista tedesca († 1991)
- 24 dicembre - Betty Ann Davies, attrice britannica († 1955)
- 24 dicembre - Stillman Drake, storico della scienza canadese († 1993)
- 24 dicembre - Fritz Leiber, scrittore statunitense († 1992)
- 24 dicembre - Max Miedinger, designer svizzero († 1980)
- 24 dicembre - Alphonse Verniers, ciclista su strada belga († 1994)
- 25 dicembre - Elefter Andronikašvili, fisico sovietico († 1989)
- 25 dicembre - Suchan Babaev, politico sovietico († 1995)
- 25 dicembre - Cesare Bardelli, baritono italiano († 2000)
- 25 dicembre - Bryan Grant, tennista statunitense († 1986)
- 26 dicembre - Imperio Argentina, attrice, cantante e ballerina argentina († 2003)
- 26 dicembre - Marguerite Churchill, attrice statunitense († 2000)
- 27 dicembre - Ian Donald, medico scozzese († 1987)
- 27 dicembre - Henryk Jabłoński, storico e politico polacco († 2003)
- 27 dicembre - Walter Kolm-Veltée, regista austriaco († 1999)
- 27 dicembre - Josef Mayr-Nusser, italiano († 1945)
- 27 dicembre - Charles Olson, poeta statunitense († 1970)
- 28 dicembre - Clelia Bernacchi, attrice e doppiatrice italiana († 2006)
- 28 dicembre - Ross Flood, lottatore statunitense († 1995)
- 28 dicembre - Dante Secchi, canottiere italiano († 1981)
- 29 dicembre - Ronald Coase, economista britannico († 2013)
- 29 dicembre - Ruth Hall, attrice statunitense († 2003)
- 29 dicembre - Henri Thomasson, scrittore e mistico francese († 1997)
- 29 dicembre - Gunnar Thoroddsen, politico islandese († 1983)
- 30 dicembre - Francesco Bergonzoni, calciatore italiano
- 30 dicembre - Paul Bowles, scrittore, compositore e poeta statunitense († 1999)
- 30 dicembre - Eddie Malanowicz, cestista e allenatore di pallacanestro statunitense († 1967)
- 30 dicembre - Erling Nilsen, pugile norvegese († 1984)
- 30 dicembre - Grațian Sepi, calciatore rumeno († 1977)
- 30 dicembre - Sylvester Stadler, generale austriaco († 1995)
- 31 dicembre - Carl Dudley, regista e produttore cinematografico statunitense († 1973)
- 31 dicembre - Enrique Maier, tennista spagnolo († 1981)
- 31 dicembre - Roy Rowland, regista, produttore cinematografico e produttore televisivo statunitense († 1995)
- 31 dicembre - Roger Zirilli, pallanuotista e nuotatore svizzero († 1955)